# Held van de Arbeid van de Russische Federatie
De titel Held van de Arbeid van de Russische Federatie (Russisch: Герой Труда Российской Федерации, Geroj Troeda Rossijskoj federatsii) is een eretitel van de Russische Federatie.
Met de val van de Sovjet-Unie kwam ook een einde aan het verlenen van de kleine gouden ster en de titel Held van de Socialistische Arbeid. In maart 2013 stelde Vladimir Poetin de titel Held van de Arbeid in. Deze onderscheiding knoopt bewust aan bij de traditie van de Held van de Socialistische Arbeid. Voordat de Held van de Socialistische Arbeid werd ingesteld kende de Russische Socialistische Federatieve Sovjetrepubliek, een voorganger van de Sovjet-Unie al een Held van de Arbeid.
De Russische Federatie is geen socialistisch land. Een verwijzing naar het socialisme ontbreekt dan ook.
Poetin lichtte de instelling van de titel op 29 maart 2013 in een redevoering voor het Russisch Volksfront toe met het argument dat de Held van de Socialistische Arbeid goed had gefunctioneerd. Hij vervolgde met de woorden: Ik weet dat dit niet alleen de opvatting is van degenen die met machines werken maar dat ze wordt gedeeld door degenen die met hun handen en hun hoofd werken. Het is ook de opvatting van de onze belangrijkste werkgeversorganisatie. De titel Held van de Russische Federatie was al eerder ingesteld.
Poetin heeft de titel in december 2012 voor het eerst ter sprake gebracht. Na de redevoering in maart 2013 heeft de president de onderscheiding per decreet ingesteld.
Het is volgens het decreet de hoogste onderscheiding van de Russische staat en de titel wordt vergezeld door een massief gouden ster van 15,25 gram die op de linkerborst boven alle Sovjet- en Russische onderscheidingen zal worden gedragen. Het wapen van de Russische Federatie is centraal op de vijfpuntige gouden ster geplaatst. Het korte, tussen twee beugels bevestigde lint heeft de kleuren van de vlag van de Russische Federatie.
Het decreet benadrukt dat titel en ster werden ingesteld om het sociale belang en het prestige van onzelfzuchtige en eerlijke arbeid te vergroten.

## Gedecoreerden
Op 1 mei 2013 werd de ook in Nederland bekende dirigent Valery Gergiev onderscheiden.
Hoogste eretitels van de Russische Federatie

Held van de Russische Federatie ·
Held van de Arbeid

Orden van de Russische Federatie

Sint-Andreas de Eerstgeroepene ·
Sint-George ·
Verdienste voor het Vaderland ·
Heilige Catharina de Grote Martelares ·
Alexander Nevski ·
Soevorov ·
Oesjakov ·
Zjoekov ·
Koetoezov ·
Nachimov ·
 Dapperheid ·
Militaire Verdienste ·
Maritieme Verdienste ·
Eer ·
Vriendschap ·
Roem van het Ouderschap

Onderscheidingstekens van de Russische Federatie

Sint-Georgekruis ·
Onderscheidingsteken voor Goede Daden ·
Onderscheidingsteken voor Onberispelijke Dienst

Medailles van de Russische Federatie

Dienen van het Moederland ·
Moed ·
Soevorov ·
Oesjakov ·
Zjoekov ·
Nesterov ·
Poesjkin ·
Verdedigers van het Vrije Rusland ·
Bewaken van de Openbare Orde ·
Verdedigen van de Grenzen ·
Redden van Stervenden ·
Landbouw ·
Ontwikkeling van spoorwegen ·
Kernenergie-onderzoek ·
Ruimteonderzoek ·
Roem van het Ouderschap

Herinneringsmedailles die tot 2010 staatsonderscheiding waren

50 jaar Overwinning ·
60 jaar Overwinning ·
65 jaar Overwinning ·
300 jaar Russische Marine ·
850 jaar Moskou ·
100 jaar Trans-Siberische Spoorweg ·
Al-Russische volkstelling ·
300 jaar Sint-Petersburg ·
1000 jaar Kazan

Herinneringsmedailles

70 jaar Overwinning

Certificaten van de President van de Russische Federatie

 Erecertificaat ·
Certificaat van Dankbaarheid